# 艾登 (北卡羅萊納州)
艾登（英語：Ayden）是一個位於美國北卡羅萊納州皮特縣的城鎮。

## 人口
根據2020年美國人口普查的數據，艾登的面積為9.88平方千米，皆為陸地。當地共有人口4977人，而人口密度為每平方千米504人。